# William Henry Bury
 (février 2021).
Si vous disposez d'ouvrages ou d'articles de référence ou si vous connaissez des sites web de qualité traitant du thème abordé ici, merci de compléter l'article en donnant les références utiles à sa vérifiabilité et en les liant à la section « Notes et références ».
William Henry Bury (25 mai 1859 – 24 avril 1889) est suspecté d'être le célèbre tueur en série Jack l'Éventreur. Il est pendu pour le meurtre de sa femme Ellen en 1889, et est la dernière personne à être exécutée à Dundee, en Écosse.
Bury est orphelin très tôt et suit sa scolarité dans une Charity school dans le Midlands. Après avoir travaillé comme employé dans un entrepôt, il éprouve des difficultés financières, est renvoyé pour vol, pour ensuite devenir vendeur à la sauvette. En 1887, il part à Londres, où il se marie avec Ellen Elliot, prostituée présumée. Pendant leur relation tumultueuse, qui a duré à peine plus d'un an, ils font face à des difficultés financières croissantes. En janvier 1889, ils déménagent à Dundee. Le mois suivant, il étrangle sa femme avec une corde, poignarde son corps avec un taille-plume et la cache dans une malle dans leur chambre. Quelques jours plus tard, il se présente à la police locale et est arrêté pour son meurtre : il est condamné à être pendu. Peu avant son exécution, il se confesse par rapport a son crime. Bien que la culpabilité de Bury ne fasse pas de doute, Dundee était historiquement opposée à la peine de mort et The Dundee Courier a publié, le lendemain de son exécution un éditorial décriant les « boucheries judiciaires » de la peine capitale.
Bury tue sa femme peu après les meurtres de Whitechapel, qui étaient attribués à Jack l'Éventreur. La précédente demeure de Bury près de Whitechapel et les similarités entre les crimes de Jack l’Éventreur et ceux de William Bury ont conduit la presse et le bourreau James Berry à supposer que William Henry Bury et Jack l'Éventreur soient une seule et même personne. Bury clame son innocence au sujet des meurtres de Jack l'Éventreur, et la police le disculpe en tant que suspect. Plus tard, certains auteurs ont repris ces anciennes accusations, mais, globalement, l'idée que Bury soit Jack l'Éventreur n'est pas acceptée.

## Enfance
William Bury est né à Stourbridge dans le Worcestershire. C'est le dernier né des quatre enfants de Henry Bury et Mary Jane Bury (born Henley). Il a été orphelin très tôt dans sa vie. Son père, qui travaillait comme poissonnier, est mort dans un accident de cheval à Halesowen le 10 avril 1860. La mère de Bury a pu souffrir de dépression périnatale après la mort de son mari et a été admise à l'Hôpital de Powick le 7 mai 1860 pour Mélancolie. Elle y est resté jusqu’à sa mort, à l'âge de 33 ans, le 30 mars 1864.
Elizabeth Ann, sœur ainée de William Bury, est morte à l'âge de 7 ans pendant une crise d'épilepsie le 7 septembre 1859, ce qui a contribué à la dépression de leur mère. Les deux autres enfants, Joseph Henry et Mary Jane sont tous deux morts avant 1889. Bury a été élevé à Dudley par son oncle maternel Edward Henley. En 1871, il a été inscrit à la Blue Coat charity school de Stourbridge.
À l'âge de 16 ans, il travaille dans un entrepôt a Horseley Fields, Wolverhampton, jusque dans le début des années 1880, où il quitte son travail après ne pas avoir réussi à rembourser un prêt. Il travaille ensuite dans un serrurerie appelée Osborne a Lord Street, jusqu'à ce qu'il soit renvoyé pour vol en 1884 ou 1885. Pour les années suivantes, rien n'est certain, mais il aurait vécu une vie instable dans le Midlands et le Yorkshire. En 1887, il travaille comme colporteur et vend des crayons à papier et des porte-clés dans les rues de Snow Hill à Birmingham.

## Londres
En octobre 1887, Bury arrive à Londres et trouve du travail comme vendeur de sciure pour James Martin qui se trouve être le propriétaire d'une maison close au 80 Quicett Street, dans laquelle il finit par emménager. C'est là qu'il rencontre Ellen Elliot, employée par James Martin comme serveuse et peut-être comme prostituée.
Ellen est née le 24 octobre 1856 a Walworth dans le pub de son père, George Elliot : le Bricklayer's Arms. À l'âge adulte, elle travaille comme couturière et dans une usine de fabrique de jute. En 1883, elle accouche d'une fille illégitime qu'elle appelle Ellen. Cette dernière meurt dans une Workhouse de Poplar en décembre 1885. C'est pendant l'année du décès de sa fille qu'elle commence à travailler pour James Martin. En mars 1888, Ellen et William Bury quittent la maison close et déménagent au 3 Swaton Road à Bow, où ils vivent ensemble jusqu'à leur mariage un lundi de Pâques le 2 avril 1888 à l'église de Bromley. James Martin confie plus tard qu'il a renvoyé Bury de son établissement pour des dettes impayées.